# Consiglio di Fili

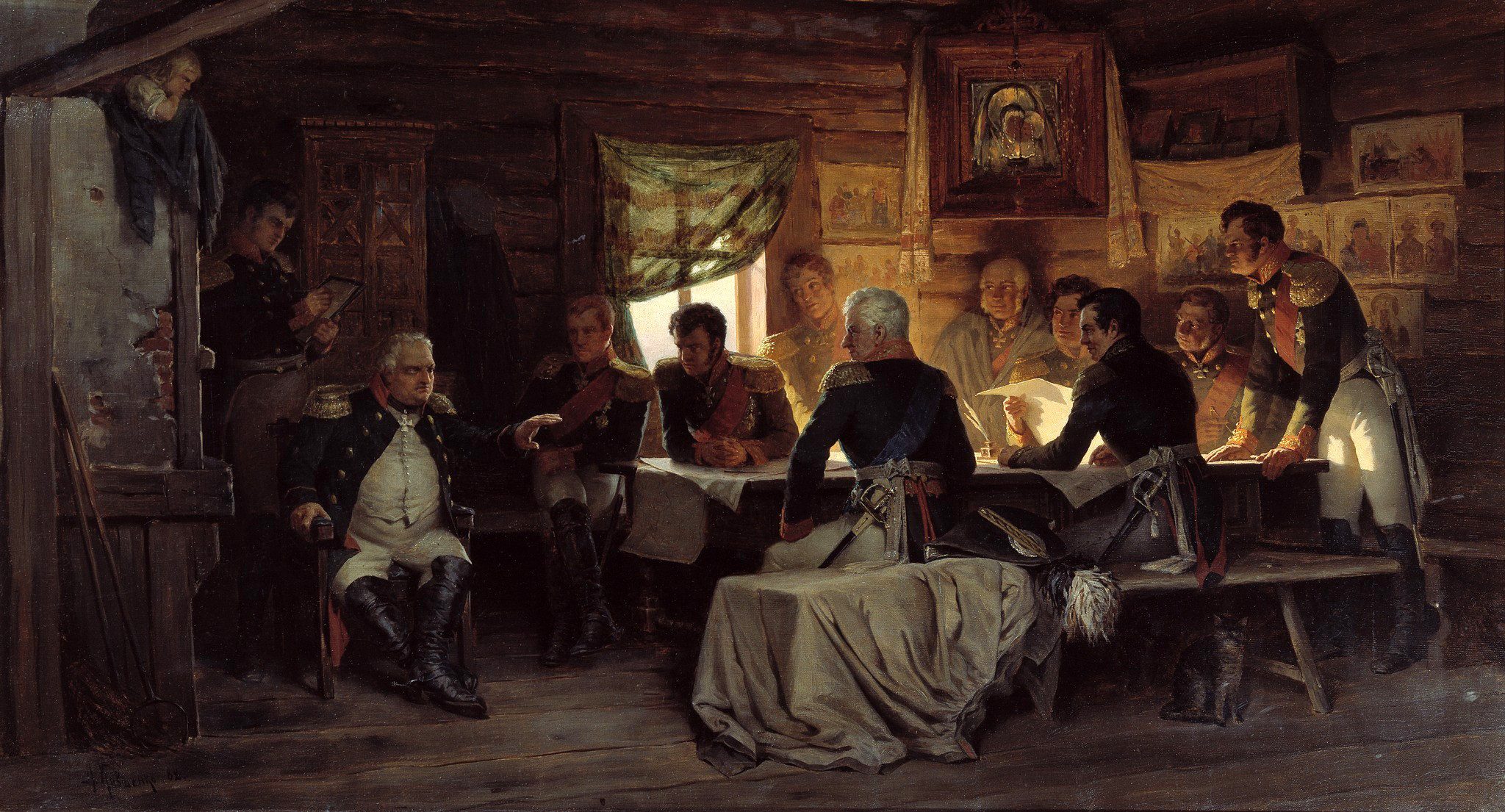
Dipinto di Aleksej Kivšenko raffigurante il "Consiglio militare a Fili" (1880)

Il consiglio di Fili fu un consiglio militare che venne convocato il 13 settembre 1812 dopo la battaglia di Borodino, nel corso dell'invasione francese della Russia. La riunione venne convocata dal capo dell'esercito russo Michail Kutuzov presso il villaggio di Fili, ad ovest di Mosca. L'argomento della discussione, a seguito della ritirata dopo la battaglia di Borodino che Napoleone aveva vinto seppur con pesanti perdite, era se combattere per la difesa di Mosca o lasciare la città al nemico senza combattere.

## La sera precedente il consiglio
La sera precedente il consiglio, le formazioni dell'esercito russo erano poste ad ovest di Mosca, pronte a dar battaglia alle truppe di Napoleone che avanzavano. La posizione più consona era stata predisposta dal generale Leontij Bennigsen. Il generale Barclay de Tolly aveva ispezionato il campo di battaglia a cavallo ed era giunto alla conclusione che la posizione sarebbe risultata fatale per l'esercito russo. Alle stesse conclusioni giunsero anche i generali Aleksej Petrovič Ermolov e Karl Wilhelm von Toll.

## Lo svolgimento del consiglio di Fili
Il consiglio radunò i generali Michael Andreas Barclay de Tolly, Levin August von Bennigsen, Dmitrij Sergeevič Dochturov, Aleksej Petrovič Ermolov, Pëtr Petrovič Konovnicyn, Aleksandr Ivanovič Osterman-Tolstoj e Nikolaj Nikolaevič Raevskij (che fu l'ultimo a giungere perché trattenuto altrove), Karl Wilhelm von Toll, Fëdor Petrovič Uvarov e Paisi Sergeevič Kaisarov.. La seduta si tenne senza il consueto protocollo. Le fonti principali che permettono oggi di ricostruire i momenti drammatici del consiglio sono le memorie di Raevskij e di Ermolov, oltre a una lettera di Nikolaj Longinov a Semën Romanovič Voroncov a Londra.
Bennigsen, che aprì la discussione, pose da subito la questione se dar battaglia al nemico da una posizione giudicata da più parti sfavorevole o arrendere l'antica capitale russa al nemico che avanzava. Kutuzov lo corresse sul fatto che non si fosse lì a discutere se o come salvare Mosca, ma per salvare l'esercito russo, in quanto questo rappresentava in quel momento l'unica speranza di vittoria contro il nemico. Barclay de Tolly propose di ritirarsi verso Vladimir e poi verso Nižnij Novgorod, così nel caso in cui Napoleone avesse voluto rivolgersi verso San Pietroburgo avrebbe avuto il tempo per bloccarlo.
Nel suo discorso, Bennigsen dichiarò che la ritirata avrebbe resi vani i sanguinosi sforzi della battaglia di Borodino. La resa della città sacra della Russia avrebbe minato certamente il morale dei soldati d'altro canto, senza contare le perdite materiali che vi sarebbero certamente state. Malgrado l'arrivo della sera, Benningsen propose di raggruppare le truppe e di attaccare la Grande Armata senza ritardi, venendo supportato in questo da Ermolov, Konovnicyn, Uvarov e da Dochturov.
Il primo a disquisire nel dibattito fu Barclay de Tolly, che criticò la posizione dell'esercito presso Mosca e suggerì una ritirata strategica: "Il salvataggio di Mosca, non salverà la Russia da una guerra crudele e rovinosa. Ma se salviamo il nostro esercito, le speranze per la patria non andranno perdute, e la guerra [...] potrà continuare a nostro vantaggio: le truppe, preparate, avranno il tempo di organizzarsi al di fuori di Mosca".
Osterman-Tolstoy, Raevskij e Toll concordarono sul fatto che la Russia non fosse la sola Mosca. Toll nello specifico disse che l'esercito ormai esausto per la battaglia di Borodino non era pronto per uno scontro su vasta scala, tutt'al più con diversi comandanti feriti. Nel contempo, la ritirata dell'esercito lungo le strade di Mosca avrebbe demoralizzato i cittadini e l'esercito. A questo fatto Kutuzov obiettò: "l'esercito francese si discioglierà a Mosca come una spugna nell'acqua", e propose di ritirarsi verso Rjazan'.

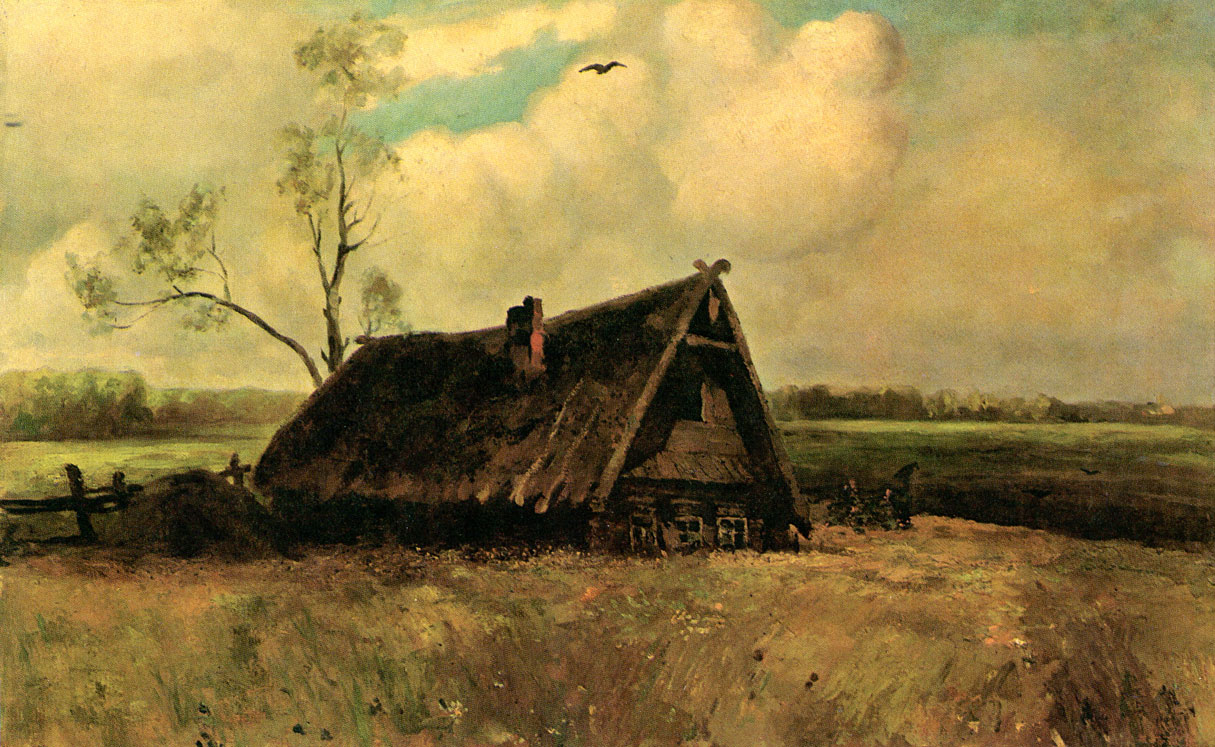
Dipinto di Savrasov, "La casa del consiglio di Fili"

Seguendo l'opinione della minoranza dei presenti, Kutuzov decise di non dar battaglia all'esercito nemico, ma di lasciare Mosca (ripetendo come Barclay de Tolly che "con la perdita di Mosca, la Russia non sarà perduta") con l'idea di salvare l'esercito e proseguire quindi la guerra, e nel contempo guadagnare modo di radunare risorse utili. Questa decisione richiedeva una certa dose di coraggio, dal momento che si trattava di arrendere al nemico la capitale storica dell'impero ai francesi e avrebbe potuto persino portare alle sue dimissioni come comandante in capo dell'esercito imperiale da parte dello zar.

## Dopo il consiglio di Fili
Alla fine del consiglio, Kutuzov convocò il quartiermastro generale Dmitrij Lanskij e gli ordinò di assicurare che i rifornimenti di cibo fossero posti lungo la via per Rjazan'. Di notte, l'aiutante di campo di Kutuzov lo sentì piangere amaramente. L'esercito, che si stava preparando alla battaglia, ottenne l'ordine di ritirarsi, portando a diversi malumori. La ritirata venne condotta di notte. La decisione di ritirarsi venne presa in concomitanza con le autorità di Mosca, capeggiate dal conte Fëdor Rostopčin.
Dopo due giorni di marcia, l'esercito russo si rivolse in direzione di Podol'sk proseguendo poi per Kaluga. Coi cosacchi che continuavano la loro ritirata da Rjazan', l'avanguardia francese si trovò disorientata e per ben nove giorni Napoleone confessò ai suoi generali di non avere idea di cosa stessero cercando di fare i russi.

## Memoriali del consiglio
Il consiglio di Fili venne descritto da Lev Tolstoj nel romanzo Guerra e pace. Basandosi sull'opera di Tolstoj, l'artista Aleksej Kivšenko realizzò due dipinti sul tema per il 70º anniversario dell'evento, il primo nel 1880 (oggi al Museo della Russia) ed il secondo nel 1882 (oggi alla Galleria Tret'jakov).
Nella solco della tradizione di Tolstoj e di Kivšenko, il regista Sergej Bondarčuk rappresentò l'episodio anche nel suo film Guerra e pace del 1967, pur con alcune licenze poetiche.
La capanna del contadino Michail Frolov (spesso erroneamente chiamato Andrej Sevast'janovič Frolov o, secondo Lev Tolstoj, Andrej Sevast'janov), nella quale si tenne il consiglio, venne distrutta da un incendio nel 1868, ma venne restaurata nel 1887 e dal 1962 fa parte del Museo del Panorama di Borodino. L'aspetto interno è stato meticolosamente ricostruito partendo dagli studi condotti dal pittore Savrasov negli anni '60 dell'Ottocento.